# Сале-делле-Ланге
Сале-делле-Ланге (итал. Sale delle Langhe) — коммуна в Италии, располагается в регионе Пьемонт, в провинции Кунео.
Население составляет 515 человек (2008 г.), плотность населения составляет 47 чел./км². Занимает площадь 11 км². Почтовый индекс — 12070. Телефонный код — 0174.
Покровительницей коммуны почитается Пресвятая Богородица, празднование 15 августа.

## Демография
Динамика населения:

## Администрация коммуны
- Официальный сайт: http://www.comune.saledellelanghe.cn.it/